# Санада Юкимура
Санада Нобусигэ (яп. 真田 信繁, 1567 — 3 июня 1615), более известный как Санада Юкимура, — самурай периода Сэнгоку, японский даймё.

## Биография
Юкимура был вторым сыном даймё Санады Масаюки (1544—1611). Его настоящее имя было Санада Нобусигэ, назван он был в честь Такэды Нобусигэ — младшего брата Такэды Сингэна. Санада и его отец были известны как отличные военные тактики. Хотя их армия была очень мала, они выиграли много сражений, в которых противник превосходил их численностью. Санаду Нобусигэ называли «героем столетия» и «малиновым демоном войны», а Симадзу Тадацунэ (возможно, лучший полководец во время завоеваний в Корее) называл его «первым воином Японии». Его старшего брата звали Санада Нобуюки. Санада Нобусигэ был женат на Акихимэ, воспитаннице Отани Ёсицугу. У них было двое сыновей, Дайсукэ (Юкимаса) и Дайхати (Моринобу), и несколько дочерей.

Эмблема рода Санада

В 1575 году Нагасинское сражение унесло жизни двух старших братьев отца Юкимуры — Санады Масаюки. Прежде служивший Такэде Сингэну и Такэде Кацуёри, Масаюки унаследовал род Санада и перебрался в замок Уэда. Юкимура последовал за ним.
В 1582 году объединённые силы Оды Нобунаги и Токугавы Иэясу уничтожили род Такэда. Первоначально род Санада сдался Нобунаге, но после инцидента при Хонно-дзи, во время которого Нобунага был убит, вновь обрели независимость, дрейфуя между родами Уэсуги, поздними Ходзё и Токугава. В конечном счёте род Санада подчинился Тоётоми Хидэёси. В это время Хидэёси окружил Юкимуру заботой и вниманием. Его благосклонность проявилась в том, что он позволил Юкимуре использовать фамилию рода Тоётоми. Тогда он и получил прозвище Тоётоми Саэмон-но-сукэ Нобусигэ (яп. 豊臣左衛門佐信繁).
В 1600 году Токугава Иэясу объединил нескольких феодалов для нападения на Уэсуги Кагэкацу (сына Уэсуги Кэнсина). Род Санада сначала выступил на стороне Токугавы, но когда Исида Мицунари бросил вызов Иэясу, Масаюки и Юкимура присоединились к западным силам (Тоётоми и Исида), разделившись со старшим сыном Масаюки и братом Нобусигэ, Нобуюки, воевавшим за восточные силы (Токугава). Истинные мотивы о подобном решении Масаюки и Юкимуры до сих пор неясны, но существуют две основные теории:
1. Масаюки решил (и Юкимура согласился), что если он присоединится к слабой стороне и они выиграют битву, это принесёт клану славу и силу.
2. Планировался заговор против Иэясу, в котором участвовали Масаюки, Нобусигэ и Нобуюки, замысел которого заключался в сохранении клана Санада в живых.

Род Санада отступил и укрепился в замке Уэда. Когда Токугава Хидэтада направил армию на Накасэндо, клан Санада выступил против его сорока тысяч людей с двумя тысячами. Осада замка длилась дольше, чем задумывалось, Хидэтада так и не появился на поле битвы при Сэкигахаре, где войска ожидали его поддержки в критической ситуации — ошибка, которая сильно повлияла на мощь рода Токугава.
За это Токугава Иэясу хотел казнить старшего и младшего Санада, но благодаря заступничеству Нобуюки казнь была заменена ссылкой. Нобусигэ обрил голову и стал монахом в одном из монастырей на горе Коя в провинции Кии. В письмах из изгнания старшему брату и вассалам семьи Юкимура писал, что увлёкся сочинением рэнга, хотя они даются ему с трудом из-за того, что он поздно начал ими заниматься. Санада Масаюки умер в ссылке 1611 году.
Получив призыв Тоётоми Хидэёри встать под его знамёна, Нобусигэ сбежал из ссылки и вместе с ближайшими родственниками и небольшим отрядом самых верных вассалов прибыл в замок Осака. На протяжении осады Осаки Нобусигэ установил укрепления на северной части замка, в самых слабых его точках. Там он нанёс поражение силам Токугавы (армии порядка 30 тысяч) с группой людей из 6 тысяч человек.

#### Осада Осакского замка
В роду Санада издревле передавались традиции ниндзюцу, и Нобусигэ был знатоком всех уловок «воинов ночи». На службе у Нобусигэ состояли ниндзя из области Кага, с которыми семья Санада поддерживала связь со времён Санады Юкитаки. Ближайшими соратниками Юкимуры были так называемые «10 храбрецов Санады», в число которых входили выдающиеся мастера различных видов будзюцу, в том числе и 2 знаменитых ниндзя: Сарутоби Сасукэ из Коги и Киригакурэ Сайдзо из провинции Ига.
Во время осады Осаки войсками рода Токугава в 1615 году Нобусигэ выстроил особое укрепление из частокола для своего отряда. Официально оно называлось «Санада-мару» («укрепление Санады»), но солдаты называли его «синоби-мару» («укрепление синоби»), так как на службе у Юкимуры состояли 50 ниндзя из Коги. Его советы приносили такую пользу Хидэёри, что Токугава попытался подкупить отважного Санаду, пообещав ему в награду за предательство целую провинцию Синано. Однако Санада Нобусигэ тут же рассказал об этом всем в замке и поиздевался над бессилием сёгуна. Во время второй (летней) осады Осакского замка, когда стало ясно, что противник начинает одолевать, шпионы Санады Юкимуры рыскали по окрестностям в надежде убить Иэясу и таким образом остановить вражеское нашествие. Сам Санада, который был уже в преклонном возрасте, предпринял две попытки: одной из тёмных ночей он пробрался из Санада-мару во вражеский стан. Там он бесшумно убил часового и, переодевшись в его доспехи, прокрался в ставку Токугавы. Он укрылся в яме под полом коридора, соединявшего палатку главнокомандующего с туалетом, подстерёг Иэясу, возвращающегося из отхожего места, и всадил в него пулю из мушкета. Однако толедский доспех спас жизнь Иэясу. Хотя в лагере поднялся дикий переполох, и ловить Нобусигэ бросилась вся охрана сёгуна, он сумел бежать в замок. Ещё через несколько дней Санада пробрался ночью по тайной тропе на гору Тяусу, где располагался основной лагерь Токугавы, и заложив и взорвав для отвлечения врага мину в лагере даймё Хирано, во главе своих синоби напал на ставку сёгуна. В этом бою Иэясу едва не лишился жизни, но вылазка все же была отбита охраной.

### Гибель Нобусигэ
Уступавшие врагу числом, войска Нобусигэ были повержены. Согласно «Жизни сёгуна Токугавы Иэясу» А. Л. Сэдлера, в сражении с войсками из провинции Этидзэн Нобусигэ был сильно ранен и истощён. Армия Этидзэна пробилась к клану Санада. Слишком измождённый, чтобы продолжать бой, Юкимура велел своим людям убить его, со словами: «Я, Санада Нобусигэ, без сомнения достойный противник, но я слишком устал, чтобы сражаться дальше. Идите же и возьмите мою голову в качестве трофея.»
По другой версии во время боя в его ставку ворвался некий самурай по имени Нисио Нидзаэмон и вызвал его на поединок, но у Юкимуры совсем не осталось сил и он просто назвал своё имя и совершил сэппуку.
Его могила ныне расположена в Осаке.
Интересен тот факт, что исторические источники и его личные письма нигде не упоминают его как «Юкимуру». Это имя проскальзывало в военной новелле, написанной в период Эдо и позже популяризированной в постановочных пьесах, книгах и романах. Исторические источники используют его настоящее имя «Нобусигэ», а «Юкимура» нигде не проскальзывает.